# Bourg-et-Comin
Bourg-et-Comin is een gemeente in het Franse departement Aisne (regio Hauts-de-France) en telt 678 inwoners (1999). De plaats maakt deel uit van het arrondissement Laon.

## Geografie
De oppervlakte van Bourg-et-Comin bedraagt 5,1 km², de bevolkingsdichtheid is 132,9 inwoners per km².
De onderstaande kaart toont de ligging van Bourg-et-Comin met de belangrijkste infrastructuur en aangrenzende gemeenten.

## Demografie
Onderstaande figuur toont het verloop van het inwonertal (bron: INSEE-tellingen).
Vanwege een beveiligingsprobleem met de MediaWiki Graph-software is het momenteel niet mogelijk deze grafiek weer te geven. Zodra de software is bijgewerkt zal de grafiek vanzelf weer zichtbaar worden.
1. ↑  Populations de référence 2022.